# Spumatoria longicollis
Spumatoria longicollis är en svampart som beskrevs av Massee & E.S. Salmon 1901. Spumatoria longicollis ingår i släktet Spumatoria och familjen Ophiostomataceae.   Inga underarter finns listade i Catalogue of Life.